# Kiele Sanchez
Kiele Sanchez, (se pronuncia kee-lee) (Chicago, 13 de outubro de 1976) é uma atriz americana, que fez seu primeiro trabalho na televisão como Anne, uma terapeuta na série Related. Também fez uma breve, porém notável, participação na terceira temporada do seriado, Lost, como Nikki Fernandez, que a levou ao estrelado. Kiele é descendente de portorinquenho e canadense. Pode ser vista também no filme A Perfect Getaway e em 30 Dias de Noite 2 onde interpreta Stella Oleson, papel que era anteriormente de Melissa George.

## Biografia
Enquanto crescia em Chicago, Kiele Sanchez interpretava o seu primeiro papel no ensino médio e ficara fascinada. Ela continuou a interpretar em renomadas produções teatrais de Chicago até que há alguns anos, enquanto assistia televisão, ela viu um comercial de uma audição para VJ da MTV. Animada com a possibilidade de expandir sua carreira para além de Chicago, Sanchez foi para Nova York e acabou sendo a segunda colocada (num total de 4000 pessoas) no concurso. Mal ela sabia que a viagem para Los Angeles (um dos pré-requisitos do concurso) iria levá-la a um marco na sua carreira.
Loga após chegar a Costa Oeste, Kiele apareceu em três pilotos e no filme Class Warfare. Ela estrelou a última temporada da série da ABC That Was Then, que foi a primeira série com participação fixa.
Agora uma residente da cidade de Los Angeles, Kiele é solteira e gosta de passar o tempo com seus amigos e seu cachorro.
No Começo de 2010 ela fez o filme "A Trilha"

## Carreira
Sanchez esteve na série dramática de vida curta "That Was Then". Ela também aparece no seriado "Married to the Kellys". Em 2003, Kiele Sanchez apareceu no filme Ligado em Você. Foi uma das quatro protagonistas da série Related (Warner 22h. qtas - mas devido a baixa audiência foi cancelado. Sanchez assume o papel de Nikki Fernandez na terceira temporada de Lost.